# Здрав разум
Здравият разум е характеристика приписвана на човек, чиито възгледи за действителност и ценности съвпадат с общоприетите в неговото общество. Това съгласуване може да бъде както одобрявано, така и критикувано, като съответно възникват различни възгледи по повод съдържанието на схващането за здрав смисъл.
Обикновено в него се включва набор от навици и начин на мислене, усвоени и използвани от хората в ежедневието, и в съответствие с възприетите текущо практически, етически и когнитивни ценности. 

## Неформални аспекти
Под здрав разум традиционно се разбира способността за вземане на правилните решения въз основа на вероятните допускания, които се основават на логическото мислене и опит. В този смисъл, терминът често се фокусира върху способността на човешкия ум да се изправя срещу предразсъдъци, грешки и измами, т.е. да разграничи истината от лъжата, включително и в юридическия му смисъл. 
В социалната психология, терминът „здрав разум“ се отнася до системата на конвенционалните представи за реалността на много поколения в рамките на дадена култура.

## Философски аспекти
Във философията, терминът „здрав разум“ и съдържанието на съответното понятие предмет на обсъждане още в Античността, а след Ренесанса и до днес те са и предмет на критика от различни позиции.
Аристотел споменава koinē aisthēsis общи възприятия, което на латински бива предадено от sensus communis. Словоформата преминава във френски език (sens commun), като бива дублирана и от bon sens. Аналогияно на немски език се ползва Gemeinsinn, дублирано от gesunder Menschenverstand, като прилагателното „здрав“, както и на славянските езици, конотира медицинска оценка.
Критичното отнасяне към здравия разум става отчетливо при философията на Декарт. Неговото Разсъждение за метода започва с думи станали пословични: „От всичко на света света здравият смисъл е разпределен най-справедливо; защото всеки се смята тъй щедро надарен с него, че дори онези, които най-трудно се задоволяват във всяко друго отношение, обикновено не искат повече здрав смисъл, отколкото имат.“.
Консервативно настроени мислители като Ханс-Георг Гадамер, изтъкват, че критиките срещу здравия разум се нуждаят от основание, което не може да бъдат друго, освен самият здрав смисъл. За представителите на Франкфуртската школа и деконструкционистите здравият разум остава като фалшиво съзнание или идеологически конструкт.